# Політика Техасу
Протягом приблизно 100 років, з кінця Реконструкції до 1980-х, Демократична партія була домінуючою у політиці Техасу. Тим не менш, з 1950 р. Республіканська партія значно виросла і посіла більш вагоме місце, ставши домінуючою політичною партією держави в середині 1990-х. Ця тенденція відображає національні політичні зміни, коли на Демократичному Півдні починають все більше домінувати республіканці.

## Культурний фон
Традиційна культура держави перебувала під сильним впливом плантаційної культури Старого Півдня, а також покровителем системи після поширення (і дещо по теперішній час) у північну Мексику та південний Техас. У цих суспільствах головна роль уряду розглядалася як збереження громадського порядку. Рішення окремих проблем у суспільстві перебувало к контексті як локальна проблема з очікуванням того, що людина повинна сама вирішувати свої власні проблеми. Ці чинники продовжують впливати на Техас сьогодні. У своїй книзі Політика Техасу сьогодні 2009-2010 (англ. Texas Politics Today 2009-2010) автори Максвелл, Крейн і Сантос приписують традиційно низьку явку виборців Техасу цим впливам.

## Раннє Демократичне домінування
З 1848 р. до перемоги Річарда Ніксона в 1972-му, штат Техас не голосував за кандидата від демократів на посаду президента на всіх виборах, за винятком 1928, 1952 і 1956 рр. (голосувань також не було в 1864 і 1868 рр. у зв'язку з Громадянською війною та Реконструкцією). У період після закінчення Громадянської війни Республіканська партія практично не існувала в більшій частині півдня, включаючи Техас. Невелика республіканська підтримка була в Техасі майже виключно у вільних чорних громадах, особливо в Галвестоні, і так званих «німецьких округах» — сільські регіони, населені німецькими американцями, які виступали проти рабства в довоєнний період. Деякі з найважливіших американських політичних діячів 20-го століття, такі як президент Ліндон Джонсон, віце-президент Джон Ненсі Гарнер, спікер Палати Сем Рейберн і сенатор Ральф Ярборо були демократами Техасу. Тим не менш, техаські демократи рідко були єдині, розділені на консервативні, помірковані та ліберальні фракції, які змагалися один з одним за владу.
Дві з найважливіших республіканських фігури після Громадянської війни — Джордж Т. Рубі і Хоппіс Райт Куні. Рубі був чорним організатором спільноти, директором Бюро Фрідмена і лідером Союзу ліги Галвестона. Його протеже Куні — мулат, звільнивший Техас, який отримав освіту в Пенсильванії. 

## Посилення республіканців: 1960—1990
Відродження Республіканської партії в Техасі можна простежити з 1952 р., коли губернатор-демократ Аллан Шиверс зіткнувся з адміністрацією Трумена через претензії на Тайдленс. Починаючи з 1960-х рр., республіканська сила збільшилася в Техасі, особливо у зростаючих передмістях навколо Далласа і Х'юстона. Вибори республіканців, таких як Джордж Буш-старший і Джона Тавера, до Конгресу в 1960-х є відображенням цієї тенденції.  Демократи ставали все більш ліберальними, а республіканці — консервативними. Наприкінці 20-го століття консервативні південні демократи почали виходити з партії і приєднюватися до республіканців. На відміну від решти Півдня, однак, Техас ніколи не був особливо прибічником різних сторонніх кандидатур демократи Півдня та був єдиним штатом у колишній Конфедерації, хто повернув демократа Х'юберта Хамфрі в 1968 р. 1980-ті прославилися рядом дезертирства консервативними демократами Республіканської партії, в тому числі сенатор Філ Грам, конгресмен Кент Ханс і губернатор Рік Перрі, який був демократом під час свого перебування як державного законодавця.

## 1990-ті
Попри зростаючу силу республіканців на виборах, після перепису 1990 року, штат демократи Техасу контролювали обидві палати законодавчого зібрання штату і більшість офісів штату. 
У 1994 р. губернатор-демократ Енн Річардс втратила право боротися за переобрання на виборах проти республіканця Джорджа Буша-молодшого, що стало закінченням епохи, в якій демократи контролювали губернатора.
У 2002 р. техаські республіканці отримали контроль над Палатою представників Техасу вперше з часів Реконструкції. 

## Майбутнє
Техас, наприклад, як Каліфорнія, в даний час є «меншістю-більшістю» держави. Це означає, що не іспаномовні білі більше не становлять більшість населення штату, в основному, через бум іспаномовного населення, на частку яких припадало 38,1% від населення штату станом на 2011 р. (порівняно з 44,8% для неіспаномовних білих).
Демографічні зміни штату цілком можуть призвести до зміни його загальних політичних переконань. З іспанськими та латиноамериканськими виборцями, які в даний час переважно підтримують Демократичну партію, штат Техас з часом може стати на кшталт жеребкування у президентських виборах і синім уперше з 1976 р.